# 5345 Бойнтон
5345 Бойнтон (5345 Boynton) — астероїд головного поясу, відкритий 1 березня 1981 року.
Тіссеранів параметр щодо Юпітера — 3,290.